# Französischsprachiges Wahlkollegium

Das französischsprachige Wahlkollegium ist einer von drei Wahlkreisen des Europäischen Parlaments in Belgien. Es besteht seit 1979 und wählt derzeit acht Abgeordnete des Europäischen Parlaments nach dem D'Hondtschen Verhältniswahlrecht. Bis zum Beitritt Bulgariens und Rumäniens im Jahr 2007 wählte es 9 Abgeordnete.
Vor den Wahlen von 1999 stimmten die Wähler der deutschsprachigen Gemeinschaft zusammen mit dem Rest der wallonischen Region, in der sie ansässig sind, im französischsprachigen Wahlkreis ab; jetzt wählen sie in ihrem eigenen deutschsprachigen Wahlkreis.

## Grenzen
Der Wahlkreis entspricht der Französischen Gemeinschaft Belgiens. Im offiziell zweisprachigen Brüssel können die Wähler zwischen den Listen dieses Wahlkollegiums und denen des niederländischsprachigen Wahlkollegiums wählen.
Vor der Staatsreform 2011–2012 konnten die Wähler nicht nur in Brüssel zwischen beiden Listen wählen, sondern auch in einem Gebiet, das das einsprachige niederländische Gebiet Brüssel-Halle-Vilvoorde umfasste. Einige Städte in der offiziell niederländischsprachigen Brüsseler Peripherie haben diese Wahlmöglichkeit jedoch weiterhin.

## Mitglieder des Europäischen Parlaments

### 2024 – 2029
| EP-Fraktion | EP-Fraktion | Partei | Partei               | Name                                               |
| ----------- | ----------- | ------ | -------------------- | -------------------------------------------------- |
|             | RE          |        | MR                   | - Sophie Wilmès - Olivier Chastel - Benoît Cassart |
|             | RE          | LE     | - Yvan Verougstraete |                                                    |
|             | S&D         |        | PS                   | - Elio Di Rupo - Estelle Ceulemans                 |
|             | Die Linke   |        | PTB                  | - Marc Botenga                                     |
|             | G/EFA       |        | Ecolo                | - Saskia Bricmont                                  |

### 2019 – 2024
| EP-Fraktion | EP-Fraktion   | Partei | Partei      | Name                                                         |
| ----------- | ------------- | ------ | ----------- | ------------------------------------------------------------ |
|             | S&D           |        | PS          | - Marie Arena                                                |
|             | G/EFA         |        | Ecolo       | - Saskia Bricmont - Philippe Lamberts                        |
|             | RE            |        | MR          | - Olivier Chastel - Frédérique Ries                          |
|             | GUE/NGL       |        | PTB         | - Marc Botenga                                               |
|             | EVP           |        | LE          | - Benoît Lutgen                                              |
|             | Fraktionslose |        | Unabhängige | - Marc Tarabella, gewählt für PS, parteilos seit Januar 2023 |

### 2014 – 2019
| EP-Fraktion | EP-Fraktion | Partei | Partei | Name                                             |
| ----------- | ----------- | ------ | ------ | ------------------------------------------------ |
|             | S&D         |        | PS     | - Marie Arena - Hugues Bayet - Marc Tarabella    |
|             | ALDE        |        | MR     | - Gérard Deprez - Louis Michel - Frédérique Ries |
|             | G/EFA       |        | Ecolo  | - Philippe Lamberts                              |
|             | EVP         |        | cdH    | - Claude Rolin                                   |

## Wahlergebnisse

### 2024
| Partei | Partei                            | Partei    | Europäische Partei | Europäische Partei | Stimmen   | Stimmen | Stimmen | Sitze | Sitze |
| Name   | Name                              | Abkürzung | Europäische Partei | Europäische Partei | Stimmen   | %       | +/−     | Sitze | +/−   |
| ------ | --------------------------------- | --------- | ------------------ | ------------------ | --------- | ------- | ------- | ----- | ----- |
|        | Mouvement Réformateur             | MR        |                    | ALDE               | 900.413   | 34,88   | +15,59  | 3     | +1    |
|        | Parti Socialiste                  | PS        |                    | SPE                | 529.697   | 20,52   | −6,17   | 2     | –     |
|        | Parti du Travail de Belgique      | PTB       |                    | –                  | 397.055   | 15,38   | +0,79   | 1     | –     |
|        | Les Engagés                       | LE        |                    | EVP                | 368.668   | 14,28   | +5,34   | 1     | –     |
|        | Ecolo                             | Ecolo     |                    | EGP                | 259.745   | 10,06   | −9,85   | 1     | −1    |
|        | Démocrate Fédéraliste Indépendant | DéFI      |                    | –                  | 75.243    | 2,91    | −3,01   | 0     | –     |
|        | Gauche anticapitaliste            |           |                    | –                  | 50.758    | 1,97    | +1,97   | 0     | –     |
| Gesamt | Gesamt                            | Gesamt    | Gesamt             | Gesamt             | 2.581.579 | 100,00  | –       | 8     | –     |

### 2019
| Partei | Partei                            | Partei    | Europäische Partei | Europäische Partei | Stimmen   | Stimmen | Stimmen | Sitze | Sitze |
| Name   | Name                              | Abkürzung | Europäische Partei | Europäische Partei | Stimmen   | %       | +/−     | Sitze | +/−   |
| ------ | --------------------------------- | --------- | ------------------ | ------------------ | --------- | ------- | ------- | ----- | ----- |
|        | Parti Socialiste                  | PS        |                    | SPE                | 651.157   | 26,69   | −2,6    | 2     | −1    |
|        | Ecolo                             | Ecolo     |                    | EGP                | 485.655   | 19,91   | +8,22   | 2     | +1    |
|        | Mouvement Réformateur             | MR        |                    | ALDE               | 470.654   | 19,29   | −7,81   | 2     | −1    |
|        | Parti du Travail de Belgique      | PTB       |                    | –                  | 355.883   | 14,59   | +9,11   | 1     | +1    |
|        | Centre Démocrate Humaniste        | CDH       |                    | EVP                | 218.078   | 8,94    | −2,42   | 1     | –     |
|        | Démocrate Fédéraliste Indépendant | DéFI      |                    | –                  | 144.555   | 5,92    | +2,54   | 0     | –     |
|        | Parti Populaire                   | PP        |                    | –                  | 113.793   | 4,66    | −1,32   | 0     | –     |
| Gesamt | Gesamt                            | Gesamt    | Gesamt             | Gesamt             | 2.439.775 | 100,00  | –       | 8     | –     |

### 2014
| Partei | Partei                               | Partei    | Europäische Partei | Europäische Partei | Stimmen   | Stimmen | Stimmen | Sitze | Sitze |
| Name   | Name                                 | Abkürzung | Europäische Partei | Europäische Partei | Stimmen   | %       | +/−     | Sitze | +/−   |
| ------ | ------------------------------------ | --------- | ------------------ | ------------------ | --------- | ------- | ------- | ----- | ----- |
|        | Parti Socialiste                     | PS        |                    | SPE                | 714.645   | 29,29   | +0,19   | 3     | –     |
|        | Mouvement Réformateur                | MR        |                    | ALDE               | 661.332   | 27,10   | +1,05   | 3     | +1    |
|        | Ecolo                                | Ecolo     |                    | EGP                | 285.196   | 11,69   | −11,19  | 1     | −1    |
|        | Centre Démocrate Humaniste           | CDH       |                    | EVP                | 277.246   | 11,36   | −1,98   | 1     | –     |
|        | Parti Populaire                      | PP        |                    | ADDE               | 145.909   | 5,98    | +5,98   | 0     | –     |
|        | Parti du Travail de Belgique         | PTB       |                    | –                  | 133.811   | 5,48    | +4,32   | 0     | –     |
|        | Fédéralistes démocrates francophones | FDF       |                    | –                  | 82.540    | 3,38    | +3,38   | 0     | –     |
|        | Debout Les Belges!                   | DLB!      |                    | –                  | 72.671    | 2,98    | +2,98   | 0     | –     |
|        | La Droite                            |           |                    | –                  | 38.813    | 1,59    | +1,59   | 0     | –     |
|        | Vega                                 |           |                    | –                  | 15.208    | 0,62    | +0,62   | 0     | –     |
|        | Stand Up USE                         |           |                    | –                  | 7.970     | 0,33    | +0,33   | 0     | –     |
|        | MG                                   |           |                    | –                  | 4.705     | 0,19    | +0,19   | 0     | –     |
| Gesamt | Gesamt                               | Gesamt    | Gesamt             | Gesamt             | 2.440.046 | 100,00  | –       | 8     | –     |